# Truth in Sincerity
Albums de Amber Pacific
The Possibility and the Promise Acoustic Connect Sets
Truth in Sincerity est le second album du groupe américain Amber Pacific.

## Pistes de l'album
| No  | Titre                                                                     | Durée |
| --- | ------------------------------------------------------------------------- | ----- |
| 1.  | Rule #76                                                                  | 0:50  |
| 2.  | Summer (In B)                                                             | 3:35  |
| 3.  | Temporary                                                                 | 2:28  |
| 4.  | You're Only Young Once                                                    | 3:30  |
| 5.  | Living Proof                                                              | 3:14  |
| 6.  | Follow Your Dreams, Forget The Scene                                      | 3:36  |
| 7.  | Take Me From This Place                                                   | 4:07  |
| 8.  | Fall Back Into My Life                                                    | 3:29  |
| 9.  | We Think We're Hardcore, Cause Well, We Are                               | 0:45  |
| 10. | Runaway (feat. Mike Herrera de MxPx)                                      | 3:15  |
| 11. | Watching Over Me                                                          | 3:48  |
| 12. | Dear ____, This Has Always Been About Standing Up For What You Believe In | 6:02  |